# Nadejda Ptouchkina
Nadejda Mikhaïlovna Ptouchkina (en russe : Надежда Михайловна Птушкина ; née le 27 janvier 1949 à Leningrad en Russie) est une dramaturge et metteur en scène russe. D'après ses pièces, plus de 300 spectacles ont été mis en scène, en Russie, dans les pays européens et au Japon.

## Nadejda Ptouchkina en français
Les pièces de Nadejda Ptouchkina ont été traduites en plusieurs langues.
- « Une femme étrange », pièce de théâtre.
- « L'Agnelle », pièce de théâtre.